# مطار توربان جياهوي
مطار توربان جياهوي (بالإنجليزية: Turpan Jiaohe Airport)‏ و(بالصينية: 吐鲁番交河机场) (إياتا: TLQ، إيكاو: ZWTP) مطار عام يقع بمدينة توربان في شينجيانغ في الصين. تم افتتاحه في 9 يوليو 2010، يبلغ طول المدرج 2800 م .

## شركات الطيران والودجهات
| شركـات طيـران          | الوجهات |
| ---------------------- | --- |
| 9 Air                  | مطار شيان شيانيانغ الدولي |
| طيران الصين            | مطار بكين العاصمة الدولي، مطار هامي |
| خطوط شرق الصين الجوية  | مطار شيان شيانيانغ الدولي |
| طيران الصين اكسبرس     | مطار تشونغتشينغ جيانغبى الدولي، مطار دونهوانغ موغاو الدولي، مطار هامي، مطار كاراماي، مطار كورلا، مطار لانتشو تشونغ تشوان، مطار لونغنان جينتشيو، مطار تاشيهينغ قيانتشوان، مطار ينينغ |
| خطوط جنوب الصين الجوية | مطار تشانغشا هوانغوا الدولي، مطار قوانغتشو باييون الدولي، مطار كاشغر الدولي، مطار شيان شيانيانغ الدولي                                                                              |
| China United Airlines  | مطار اوردوس إيجين هورو |
| طيران لونج             | مطار سنن شوفانغ الدولي |
| خطوط شانغهاي الجوية    | مطار شانغهاي بودنغ الدولي، مطار تشنغتشو الدولي |
| West Air ‏              | مطار كاشغر الدولي، مطار تشنغتشو الدولي |

## وصلات خارجية
- http://www.flightstats.com/go/Airport/airportDetails.do?airportCode=TLQ